# クッキン
クッキン（Cookin' with the Miles Davis Quintet）は、ジャズ・トランペット奏者マイルス・デイヴィスが、1957年に発表したアルバム。

## 解説
マイルスは、1955年契約上の不満からプレスティッジ・レコードからコロムビア・レコードへの移籍を決めていた。しかし、プレスティッジ・レコードとの間に、1956年終わりまでにLP4枚分の契約が残っていた。そのため、1956年5月11日、大がかりなレコーディング・セッションを行う。同年6月5日および9月10日にコロムビア・レコードの『ラウンド・アバウト・ミッドナイト』のためのセッションを終了させた後、10月26日に再びプレスティッジ・レコードのためにレコーディング。このわずか2回のセッションからの録音が、『ワーキン』『スティーミン』『リラクシン』『クッキン』というアルバム4枚として発表されたことから、このプレスティッジ用のセッションは、俗に「マラソン・セッション」と呼ばれた。『クッキン』はアルバム4枚のうち最初に発売されている。
アルバムタイトルはマイルスの希望でつけられている。マイルスは「結局俺たちがやったことは、（スタジオに）やって来て（曲を）料理しただけだからな。」と言ったとされている。

## 収録曲
1. マイ・ファニー・ヴァレンタイン - My Funny Valetine (Rodgers-Hart)
2. ブルース・バイ・ファイヴ - Blues by Five (Miles Davis)
3. エアジン - Airegin (Sonny Rollins)
4. チューン・アップ〜ホエン・ライツ・アー・ロー - Tune Up (Miles Davis) - When Lights are Low (Benny Carter)

録音は全て1956年10月26日

## 演奏メンバー
- マイルス・デイヴィス - トランペット
- ジョン・コルトレーン - テナー・サックス
- レッド・ガーランド - ピアノ
- ポール・チェンバース - ベース
- フィリー・ジョー・ジョーンズ - ドラム